# Chares (Vasenmaler)
Chares (altgriechisch Χάρης) war ein griechischer Vasenmaler. Er war in Korinth im 2. Viertel des 6. Jahrhunderts v. Chr. tätig.
Er ist nur durch seine Signatur auf einer spätkorinthischen Pyxis von einem unbekannten Fundort mit Darstellung von Reitern in silhouettenhafter Manier aus der trojanischen Sage bekannt, die sich heute im Louvre in Paris befindet.